# Galina Gorohova
Galina Gorohova (n. 31 august 1938, Moscova, RSFS Rusă, URSS) este o scrimeră ce a reprezentat Uniunea Republicilor Sovietice Socialiste, medaliată olimpică. A participat la 4 ediții ale Jocurilor Olimpice (1960, 1964, 1968, 1972) în care a câștigat două medalii de aur, o medalie de argint și o medalie de bronz.